# Paul Hait
Paul Hait (Pasadena (California), Estados Unidos, 25 de mayo de 1940) es un nadador estadounidense especializado en pruebas de estilo braza y estilo libre, donde consiguió ser campeón olímpico en 1960 en los 4 x 100 metros estilos.

## Carrera deportiva
En los Juegos Olímpicos de Roma 1960 ganó la medalla de oro en los relevos de 4 x 100 metros estilos, con un tiempo 4:05.4 segundos, por delante de Australia (plata) y Japón (bronce); sus compañeros de equipo fueron los nadadores: Frank McKinney, Lance Larson y Jeff Farrell.